# فرانک مونیز
فرانک مونیز (انگلیسی: Frank Moniz; ۲۶ سپتامبر ۱۹۱۱ – ۱۸ ژوئن ۲۰۰۴) بازیکن فوتبال اهل ایالات متحده آمریکا بود.
وی همچنین در تیم ملی فوتبال ایالات متحده آمریکا بازی کرده‌است.